# Pézsmaboglár
A pézsmaboglár (Adoxa moschatellina) a pézsmaboglárfélék (Adoxaceae) család Adoxa nemzetségének egyetlen faja. Egyéb nevei: békaboglár, békavirág, kockagyöngy.

## Elterjedése
Európában, Ázsiában és Észak-Amerikában is előfordul, elsősorban árnyas erdőkben, főként égerfák alatt. Magyarországon szórványosan  minden hegy- és dombvidéken előfordul. A Mátrában megtalálhatóak állományai.

## Jellemzése
A növények Raunkiær-féle életforma-osztályozása szerint geofiton, azaz áttelelő szervei (gyökerei) a száraz talajban rejtőznek. 8–12 cm magasra növő évelő növény. Apró, zöldes és pézsmaillatú virágai gömböcske vagy kocka alakú virágzatot képeznek.